# Théâtre Antoine

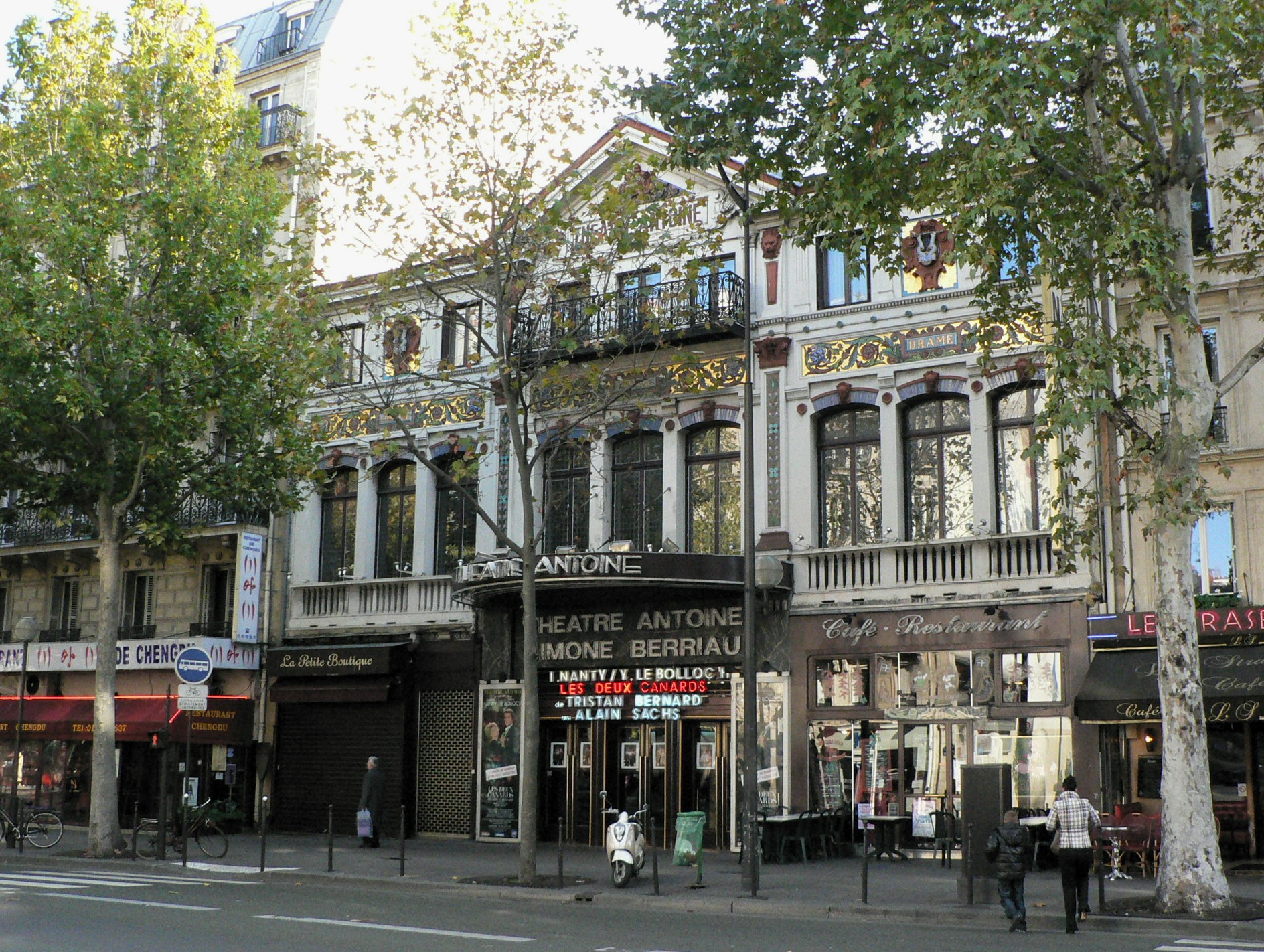
Théâtre Antoine v roce 2008.

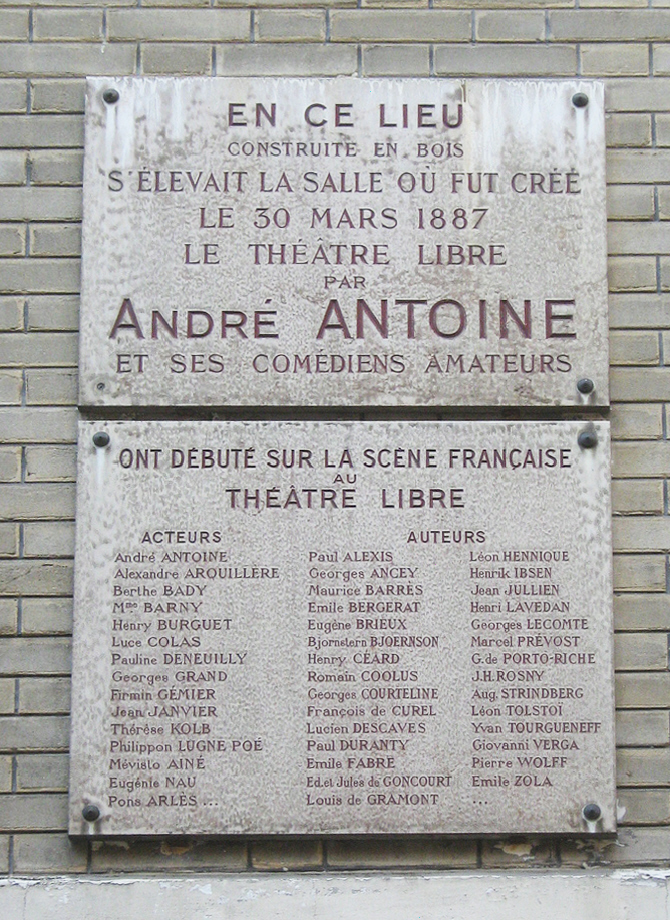
Pamětní deska na domě v Rue André-Antoine 37 na Montmartru, kde roku 1887 založil Antoine své divadlo.

Théâtre Antoine – Simone Berriau je divadlo v 10. obvodu v Paříži.

## Historie
Budova divadla byla postavena roku 1881 na bulváru Strasbourg, na místě staršího divadla Les Menus Plaisirs z roku 1866. Roku 1888 sem mladý režisér André Antoine přestěhoval svůj nekonformní soubor a divadlo po něm přejmenoval na Théâtre Libre. Uváděl francouzské premiéry her Ibsenových, Strindbergových, Hauptmannových, Tolstého nebo Turgeněva, z domácích autorů např. Zolu či Claudela. Během prvních tří let existence soubor uvedl více novinek než Comédie-Française a Odéon dohromady. Divadlo si rychle vybudovalo dobré renomé i v zahraničí – podle Antoinova vzoru nazval Otto Brahm své nové berlínské divadlo Freie Bühne (1889). Roku 1906 odešel Antoine do Odéonu a vedení divadla svěřil svému žákovi Firminu Gémierovi, který pokračoval v započatém díle a na počest zakladatele divadlo přejmenoval na Théâtre Antoine. Během jeho vedení zde debutoval Jean Marais nebo Jean-Louis Barrault.
Roku 1943 převzala vedení divadla nová ředitelka Simone Berriau a navázala na tradici uvádění nových her dobrých autorů (Jean-Paul Sartre, Marcel Achard, Jean Anouilh, později Tom Stoppard, Harold Pinter a další). Jako svou první režii ve Francii zde uvedl Peter Brook Williamsovu Kočku na rozpálené plechové střeše. V inscenacích tohoto období se vystřídalo mnoho slavných herců: např. Jean Vilar, Juliette Gréco, Jean-Louis Trintignant, Jeanne Moreau. Po smrti Simone Berriau roku 1984 se řízení divadla ujala její dcera, herečka Héléna Bossis společně s Danielem Darèsem. Kromě uvádění současných autorů (Yasmina Reza si zde ve své hře Třikrát život i zahrála a inscenaci své hry Bůh masakru režírovala) se divadlo vrací i ke klasice (Wilde, Goldoni, Pirandello aj.). V lednu 2003 zde vystoupil v sérii představení Marcel Marceau. V létě 2008 Héléna Bossis zemřela a divadlo nadále vede sám Daniel Darès. Hned v roce 1987, odkdy se ve Francii udělují divadelní ceny Molière, lze najít mezi nominacemi herce z Théâtre Antoine a v dalších letech divadlo několik Molièrů v různých kategoriích také získalo.
Postupné změny názvu divadla: Les Menus Plaisirs (1866), Le Théâtre des Arts, L'Opéra-Bouffe, La Comédie-Parisienne (1881), Théâtre des Menus Plaisirs (1882), Théâtre Libre (1888), Théâtre Antoine (1906), Théâtre Antoine – Simone Berriau (1984).

## Některé důležité inscenace
- 1888: Lev Nikolajevič Tolstoj – La Puissance des ténèbres (Vláda tmy), světová premiéra
- 1891: Henrik Ibsen – Le Canard sauvage (Divoká kachna), francouzská premiéra
- 1892: Gerhart Hauptmann – Les Tisserands (Tkalci) s Antoinem a Gémierem v hlavních rolích
- 1901: Émile Zola – La Terre (Země)
- 1902: Guy de Maupassant – Boule-de-Suif (Kulička)
- 1904: William Shakespeare – Le Roi Lear (Král Lear) s Antoinem
- 1908: Alfred Jarry – Ubu roi (Král Ubu) s Gémierem
- 1913: William Shakespeare – Hamlet se Suzanne Després
- 1914: Leo Birinski – La Danse des fous (Tanec bláznů)
- 1937: Miguel Cervantes – Numance (Obklíčení Numantie) v režii Jean-Louise Barraulta
- 1943: Sacha Guitry – À la gloire d'André Antoine (Pocta André Antoinovi)
- 1946: Jean-Paul Sartre – Morts sans sépulture (Mrtví bez pohřbu)
- 1947: Jean-Paul Sartre – La Putain respectueuse (Počestná děvka) s Hélénou Bossis
- 1948: Jean-Paul Sartre – Les Mains sales (Špinavé ruce)
- 1951: Jean-Paul Sartre – Le Diable et le Bon Dieu (Ďábel a milý Bůh) s Jeanem Vilarem
- 1956: Tennessee Williams – La Chatte sur un toit brûlant (Kočka na rozpálené plechové střeše) v režii Petera Brooka a s Jeanne Moreau v hlavní roli
- 1958: Arthur Miller – Vu du pont (Pohled z mostu) v režii Petera Brooka
- 1959: Fjodor Michajlovič Dostojevskij – Les Possédés (Běsi) v Camusově dramatizaci
- 1961: Marcel Achard – L'Idiote (Idiotka); autorem napsáno pro Théâtre Antoine a Annie Girardot
- 1962: Marcel Achard – Turlututu
- 1965: Max Frisch – Andorre (Andorra)
- 1967: Tom Stoppard – Rosencrantz et Guildenstern sont morts (Rosencrantz a Guildenstern jsou mrtvi); Harold Pinter – L'Anniversaire (Narozeniny)
- 1973: Ken Kesey – Vol au-dessus d'un nid de coucou (Vyhoďme ho z kola ven)
- 1976: Jean Cocteau – Les Parents terribles (Hrozní rodiče) s Jeanem Maraisem
- 1991: Alfred Uhry – En conduisant Miss Daisy (Řidič slečny Daisy)
- 1994: Molière – Tartuffe
- 1995: Oscar Wilde – Un mari idéal (Ideální manžel)
- 1997: Jean-Claude Carrière – La Terrasse (Terasa); Guy de Maupassant – Bel-Ami (Miláček)
- 1998: Edward Albee – Délicate Balance (Křehká rovnováha)
- 2000: Pierre Corneille – Le Cid (Cid); Yasmina Reza – Trois versions de la vie (Třikrát život) s autorkou v hlavní roli
- 2003: Marcel Marceau; Luigi Pirandello – À chacun sa vérité (Každý má svou pravdu)
- 2004: Jean Giraudoux – Ondine (Ondina)
- 2005: Carlo Goldoni – La Locandiera (Mirandolina)
- 2006: Yasmina Reza – Conversations après un enterrement (Rozhovory po pohřbu); Oscar Wilde – L'importance d'être constant (Jak je důležité míti Filipa)
- 2008: Yasmina Reza – Le Dieu du carnage (Bůh masakru) francouzská premiéra v autorčině režii.
- 2010: Jacques Offenbach / Henry Meilhac a Ludovic Halévy – La Vie parisienne (Pařížský život).